# Звегор
Звегор (болг. Звегор) — село в Болгарии. Находится в Шуменской области, входит в общину Хитрино. Население составляет 243 человека.

## Политическая ситуация
В местном кметстве Звегор, в состав которого входит Звегор, должность кмета (старосты) исполняет Метин  Халил Талиб (Движение за права и свободы (ДПС)) по результатам выборов.
Кмет (мэр) общины Хитрино — Нуридин Басри Исмаил Движение за права и свободы (ДПС)) по результатам выборов.